# بخش آمازوناس
شهرستان آمازوناس (به اسپانیایی: Amazonas Department) یک سکونتگاه مسکونی در کلمبیا است که در کلمبیا واقع شده‌است.

## خصوصیات
شهرستان آمازوناس ۱۰۹٬۶۶۵ کیلومترمربع مساحت و ۷۴٬۵۴۱ نفر جمعیت دارد.